# Огир
Огир, або жеребець — самець коня, який досяг статевої зрілості. У віці 3–5 років здатний до запліднення кобили. Кастрованого жеребця називають мерин.
Звичайно крупніший за кобилу, відрізняється довшими кінцівками, коротшим тулубом, кращим розвитком кістяка, більшою головою, більшою живою масою. У роботі огир сильніший і витриваліший за кобилу. Племінних огирів використовують для отримання приплоду, неплемінних — для роботи, спорту тощо. Племінне використання огира більшості заводських порід починається з 3-річного віку. При виборі огира на плем'я враховують походження, статуру (екстер'єр і конституцію), працездатність (за результатами випробувань), статеву потенцію, плодючість. Оцінюють племінні можливості огира за якістю потомства. При правильному використанні, гарному годуванні огирі зберігають високу потенцію до 16–18-річного віку. Племінним огирам необхідні регулярний моціон і систематична легка робота в упряжі або під сідлом.